# تييس دالينخا
تييس دالينخا (ولد في 3 أغسطس 2000) هو لاعب كرة قدم هولندي محترف يلعب كمهاجم لصالح نادي بولونيا في الدوري الإيطالي والمنتخب الهولندي.